# Siniša Oreščanin
Siniša Oreščanin (* 30. Juli 1972 in Zagreb) ist ein kroatischer ehemaliger Fußballspieler und heutiger -trainer.

## Karriere
Seine Fußballkarriere begann Oreščanin beim Dinamo Zagreb (als Mittelfeldspieler), als Seniorspieler war er fϋr mehrere Vereine aus den unteren kroatischen Ligen aktiv. Er spielte auch fϋr einige kroatische Fußballvereine in Bosnien und Herzegowina. Dreimal spielte er fϋr den FC Maksimir und auch fϋr den NK Sesvete, NK Dugo Selo, NK ZET, NK TŠK. In den Neunzigerjahren des 20. Jahrhunderts spielte er in der Ersten Liga der Herceg-Bosna. Als Spieler vom FC Ljubuški gewann er zweimal den Fußballpokal von Herceg-Bosna. Seine Spielerkarriere beendete er 2006 als Kapitän des FC Maksimir.

## Karriere als Vereinstrainer
Als Trainer betreute Oreščanin von 1999 bis 2007 die Jugend des FC Sesvete, wo er gleichzeitig als Spieler angestellt war. Zu dieser Zeit war er auch Leiter der Fußballschule. Nach sechs Jahren in der Jugendschule bekam er 2006 die Gelegenheit, Trainer der ersten Mannschaft des NK Sesvete zu werden. Auf dieser Position blieb er bis 2007. Nach Sesvete wechselte er in die Jugendschule des NK Zagreb und blieb dort 2 Jahre lang. Danach wechselte er für die Dauer von fünf Jahren zum FC Dinamo. Von 2009 bis 2014 erzielten die Jugendmannschaften des GNK Dinamo ausgezeichnete Resultate, sowohl in der nationalen Liga als auch im internationalen Fußball. Großartige Erfolge erzielten sie beim Nike Premier Cup (zweiter Platz in Europa und sechster weltweit) – dem Turnier, das als bestes in dieser Altersgruppe weltweit gilt. Während der Zeit im GNK Dinamo trainierte er viele Jugendliche, die später zu Junior- und Seniornationalspielern wurden. Zu dieser Zeit war er auch als Trainer in den Nationalmannschaften U14 und U15 engagiert. Nach dem Abschied vom FC Dinamo 2015 trainierte er die erste Mannschaft des FC Dugo Selo.
Danach bekam er aus Saudi-Arabien das Angebot, beim FC Al Nassr – einem der größten Vereine Arabiens – als Trainer der U19-Mannschaft zu arbeiten. Mit dieser Mannschaft wurde er Pokalsieger und nahm den zweiten Platz in der arabischen Liga ein.
Nach dem arabischen Abenteuer kam er auf Einladung von Krešimir Gojun, dem Direktor der Fußballakademie des Hajduk Split, und wurde Trainer der Kadetten und danach Trainer der zweiten Mannschaft. Die zweite Mannschaft trainierte er in der 2. HNL. Nach einem historisch schlechten Saisonstart mit Željko Kopić als Cheftrainer, ϋbernahm Zoran Vulić Hajduk. Aber es gelang auch ihm nicht, die Tabellensituation zu verbessern. Deswegen traf die Leitung des FC Hajduk die Entscheidung, am 27. Oktober 2018 Siniša Oreščanin als neuen Trainer zu engagieren. Er ϋbernahm die Mannschaft in einer schwierigen Situation auf dem sechsten Tabellenplatz und weit entfernt von der Position, die in die europäische Liga fϋhrt. Vom sechsten Platz führte er die Mannschaft noch auf den vierten Tabellenplatz und damit zur Teilnahme an der Qualifikation zur UEFA Europa League.
Oreščanin wurde er am 19. Juli 2019 entlassen und fiel damit der Krise im Club zum Opfer, die sich in Folge der Niederlage gegen den maltesischen FC Gzira United in der ersten Qualifikationsrunde fϋr die Europa League einstellte. Siniša Oreščanin wird in den Geschichtsbüchern von Hajduk als der Trainer mit dem besten Punktzahldurchschnitt in der 1. HNL seit der kroatischen Unabhängigkeit geführt.

## Privatleben
Er ist verheiratet und hat einen Sohn. Noch aus Spielerzeiten trägt er den Spitznamen Six.